# Düne 'Neben Schenkenäcker' zwischen Seeheim und Jugenheim
Düne 'Neben Schenkenäcker' zwischen Seeheim und Jugenheim este o arie protejată (arie specială de conservare — SAC, sit de importanță comunitară — SCI) din Germania întinsă pe o suprafață de 0,14 ha, integral pe uscat.

## Localizare
Centrul sitului Düne 'Neben Schenkenäcker' zwischen Seeheim und Jugenheim este situat la coordonatele 49°45′53″N 8°37′54″E / 49.7647°N 8.6317°E.

## Înființare
Situl Düne 'Neben Schenkenäcker' zwischen Seeheim und Jugenheim a fost declarat sit de importanță comunitară în noiembrie 2004 pentru a proteja 1 specie de plante și 1 specie de animale. Situl a fost protejat și ca arie specială de conservare în martie 2008.

## Biodiversitate
Situată în ecoregiunea continentală, aria protejată conține 2 habitate naturale: Pajiști stepice subpanonice, Păduri de pin din stepa sarmatică.
La baza desemnării sitului se află mai multe specii protejate:
- plante (1): Jurinea cyanoides
- nevertebrate (1): Euplagia quadripunctaria